# Akademik Warna
Akademik Warna – bułgarski klub piłkarski z siedzibą w Warnie działający w latach 1949–1969.

## Historia
Klub został założony w 1949. W 1951 po raz pierwszy awansował do drugiej ligi bułgarskiej. Rok później jedyny raz w historii awansował do pierwszej ligi bułgarskiej. W rozgrywkach bułgarskiej ekstraklasy Akademik zajął 10. miejsce, lecz wobec zmniejszenia ligi został z niej zdegradowany. 
W 1956 klub spadł z drugiej ligi, a następnie połączył się innym miejscowymi klubem Czerno More Warna. Później Akademik odzyskał samodzielny byt, jednak w 1969 ponownie połączył się z Czerno More ostatecznie kończąc tym samym swoją działalność.

## Sukcesy
- 1 sezon w A Republikanska futbołna grupa: 1953.

## Sezony w A Republikanska futbołna grupa
| Sezon | Uzyskane Miejsce |
| ----- | ---------------- |
| 1953  | 10 (spadek)      |